# Quitaque
La ville de Quitaque (en anglais [ˈkɪtɨkweɪ]) est située dans le comté de Briscoe, dans l’État du Texas, aux États-Unis. Sa population s’élevait à 411 habitants lors du recensement de 2010, estimée à 370 habitants en 2016.

## Galerie photographie

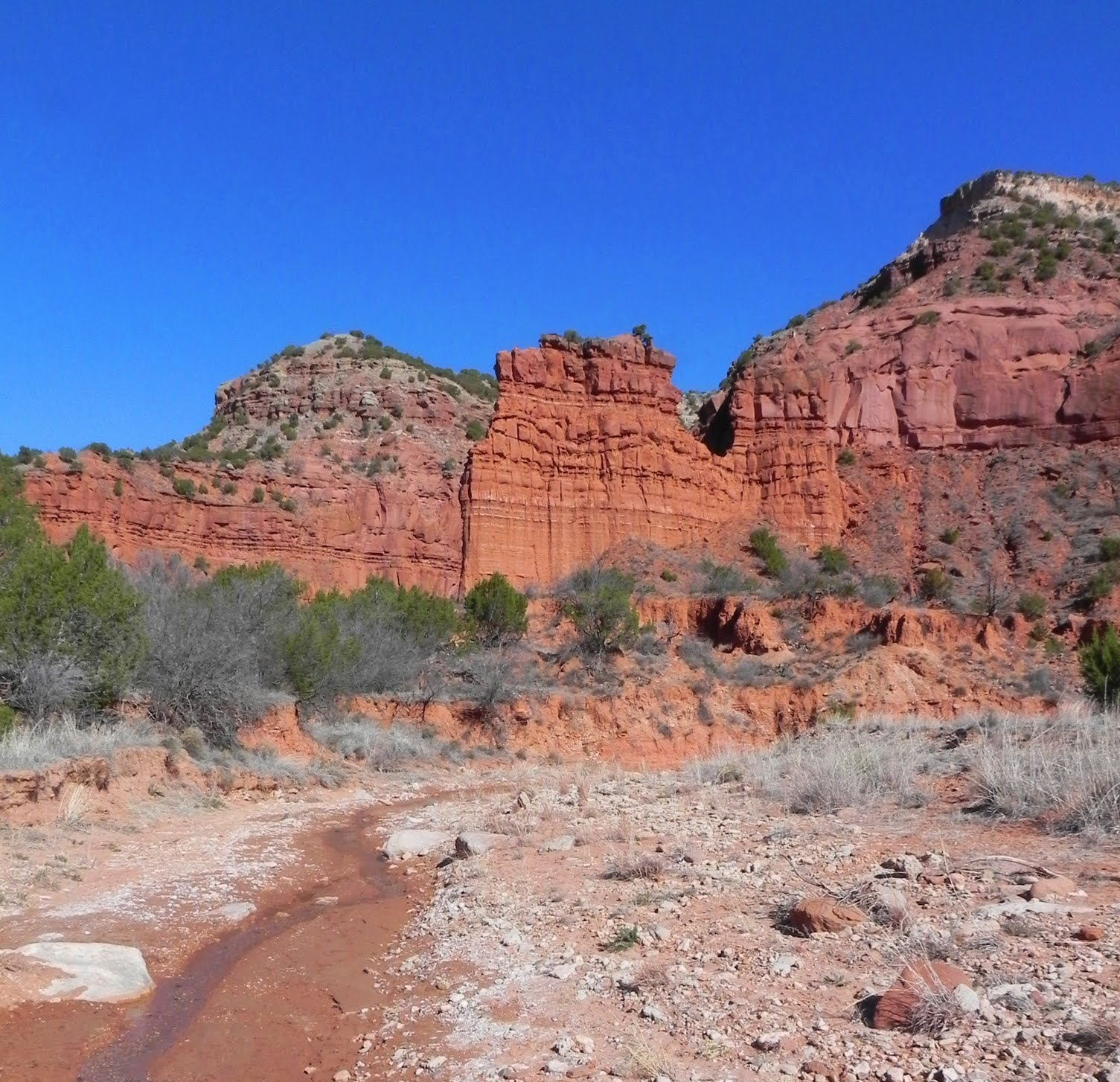
Caprock Canyons State Park, dans les environs de Quitaque

## Source
- (en) Cet article est partiellement ou en totalité issu de l’article de Wikipédia en anglais intitulé « Quitaque, Texas » (voir la liste des auteurs).